# بسكوف

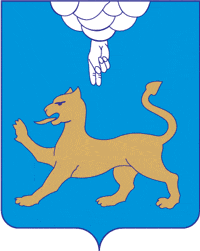

بسكوف (بالروسية: Псков) هي إحدى مدن روسيا في الكيان الفدرالي الروسي بسكوف أوبلاست.تقع مدينة بسكوف على نهر فيليكايا في منطقة التقاءه بنهر بسكوف. وتعتبر المدينة من اقدم المدن الروسية يقطنها حوالي 200 الف إنسان. منحت المدينة عام 2009 لقب «مدينة المجد العسكري». تبعد المدينة عن العاصمة الروسية موسكو 600 كم. وعن مدينة بطرسبورغ 290 كم.

## نبذة عن تاريخ المدينة

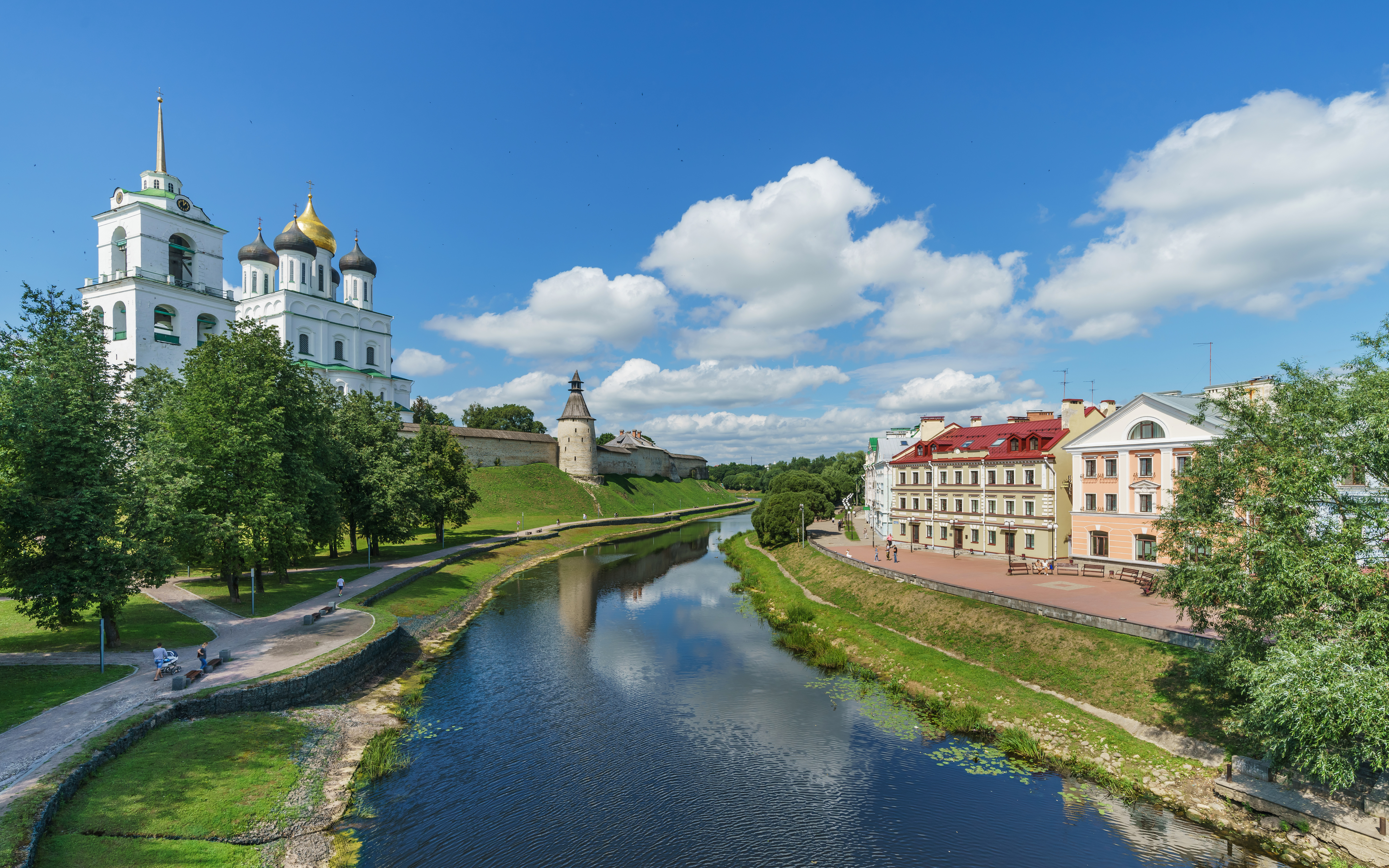
منظر للكرملين من ضفة نهر بسكوف في بسكوف، روسيا

جاء في المدونات التاريخية ان الناس سكنوا هذه المنطقة منذ القرن السادس الميلادي. لقد جمعت بسكوف القديمة المعالم التاريخية والطبيعة الخلابة للارض الروسية. هنا يمكن ان يرى الزائر بام عينيه كيف تطورت روس القديمة ويتعرف على التراث الثقافي التاريخي لروسيا.
لقد جاء ذكر المدينة في المدونات التاريخية عام 903 حين حصل أول لقاء بين الأمير ايغور مع الأميرة اولغا التي تزوجها فيما بعد وهي أول قديسة روسية. كان هذا الأمير مازال وثنيا اما اولغا فكانت قد اعتنقت المسيحية وحظيت بحب واحترام اهالي المدينة حيث بمبادرة منها تم بناء كاتدرائية الثالوث. لقد كانت بسكوف في البداية كغيرها من المدن الروسية عبارة عن بلدة محصنة ولكنها توسعت كثيرا لتصبح مدينة كبيرة.
في بداية القرن التاسع اعتنق سكان المدينة المسيحية. بعد ذلك أصبحت المدينة تابعة إلى إدارة نوفغورود مع الاحتفاظ باستقلالية معينة، أي انها وقعت تحت التأثير السياسي والديني لامارة نوفغورود. ولكن في النصف الثاني من القرن 12 بدأ هذا التأثير بالتراجع. واستقلت المدينة في اتخاذ القرارات وازداد نفوذ مجلس إدارة السلطة فيها (فيتشا).
تشكلت في القرنين 14 و15 جمهورية بسكوف بجهود اهلها واصرارهم على الاستقلال مما حدى بنوفغورود الاعتراف باستقلالهم.
بدأت في 5 أبريل/ نيسان عام 1242 الحرب مع الصليبيين من اخوية ليفون حيث انتصر الروس بقيادة الكسندر نيفسكي عليهم مما دفعهم إلى عقد اتفاقية صلح مع الروس وتسليمهم بعض الأراضي في منطقة البلطيق.
خلال القرون 13 و16 تزدهر المدينة وتتشكل مدرسة بسكوف المعمارية واخرى في الرسم والايقونات. وتشيد خلال الفترة المذكورة عشرات الكنائس والاديرة. كما كانت هذه الفترة مواتية لتطور الثقافة والاداب ولفتح مدونات لتسجيل الاحداث في بسكوف. في هذه الفترة تبدأ المدينة بالتجارة مع الرابطة الهانزية.كان عدد نفوس المدينة يزيد على 30000 نسمة، لقد كتب أحد الالمان عن بسكوف في القرن 13 «هذه المدينة واسعة وتحيط بحدودها مدن كثيرة وليس في ألمانيا مدينة تماثل بسكوف».
بدأت بسكوف عام 1424 باصدار عملة خاصة بها.
عام 1510 تفقد بسكوف استقلالها بعد ان انضمت إلى الحكومة الروسية المركزية بعدها يساهم رساموها في رسم الايقونات بكنائس وكاتدرائيات الكرملين بعد الحريق الذي شب فيه وادى إلى تلف العديد من اللوحات الفنية والايقونات.
بنهاية عام 1581 وبداية 1582 تتعرض المدينة إلى حصار استمر 5 أشهر فرضه جيش سطيفان باتوري ملك بولندا ولكن دون جدوى حيث صمدت المدينة وتمكنت من فك الحصار المفروض.
وفي عام 1615 تتعرض المدينة إلى حصار اخر فرضه جيش الملك السويدي غوستاف ادولف الذي كان مصيره الفشل أيضا.
خلال الفترة من 1701 إلى 1708 القيصر بطرس الأكبر يزور المدينة مرات عديدة ويشرف بنفسه على بناء التحصينات في اثناء حرب الشمال. بعد هذه الحرب لم تعد بسكوف مدينة حدودية وذلك لتقدم الحدود الروسية نحو الغرب. وتحولت المدينة إلى شبيهاتها من المدن غير الحدودية حيث ازدهرت التجارة والحرف المختلفة وشيدت الكنائس والاديرة والمباني السكنية. في عام 1812 بدأت الحرب الوطنية ضد قوات نابليون الغازية. وتناط قيادة القوات الروسية في هذه الحرب إلى ابن بسكوف ميخائيل كوتوزوف الذي تمكن بفضل خططه الحكيمة ليس فقط الانتصار على قوات نابليون بل ومطاردتها إلى عقر دارها باريس.
مع بداية القرن ال 20 وبعد أشهر قليلة على بداية الحرب العالمية الأولى أصبحت بسكوف مقرا لقيادة الجبهة الشمالية. المدينة تستقبل الاف النازحين من مدنهم وقراهم إضافة إلى المؤسسات الصناعية المنقولة من دول البلطيق. في 2 مارس/ اذار عام 1917 يوقع اخر قياصرة روسيا على وثيقة تنازله عن العرش وهو في قطار اوقف في محطة بسكوف. بعد استلام البلاشفة السلطة في أكتوبر عام 1917 وبداية الحرب الاهلية عام 1918 احتلت القوات الألمانية المدينة خلال الفترة من فبراير/ شباط لغاية نوفمبر/ تشرين الثاني. وبعد طرد القوات المحتلة اقيمت السلطة السوفيتية في المدينة. في اواسط العشرينات من القرن الماضي اعيد بناء المؤسسات الصناعية في المدينة.
لقد تعرضت المدينة خلال الحرب الوطنية العظمى إلى التدمير الشامل حيث احتلتها القوات الفاشية في 9 يوليو/ تموز عام 1941 حينها كان عدد سكان المدينة حوالي 12 الف نسمة. لقد دمرت القوات الغازية خلال فترة احتلالها للمدينة كافة المؤسسات الصناعية في المدينة وقتل حوالي 4 الاف فرد من سكانها كما اقامت معسكرات اعتقال لافراد القوات المسلحة السوفيتية الذين وقعوا في الاسر حيث تفيد احصائيات لجنة التحقيقات ان عدد الاسرى الذين قتلوا في هذه المعسكرات زاد عن 200 الف اسير. لقد حرر الجيش الأحمر السوفيتي المدينة في 23 يوليو/ تموز عام 1944 حيث كان الجزء الأكبر من المدينة تحت الانقاض. بعد تحرير المدينة مباشرة بدأت عمليات الترميم والبناء التي انجزت في سنوات الستين من القرن الماضي. بعد شهر من تحرير المدينة أصبحت مركزا لمقاطعة بسكوف. كما اتخذت الحكومة السوفيتية في 1 فبراير/ شباط عام 1945 قرارا يقضي بضم مدينة بسكوف إلى قائمة المدن الروسية التاريخية والبالغ عددها 15 مدينة. اعطى هذا القرار المدينة الحق بان تكون ضمن المدن السوفيتية التي يجب إعادة بنائها بالمرتبة الأولى.
ان مدينة بسكوف الحالية هي مدينة عصرية إضافة إلى حفاظها على اثارها التاريخية. تتمركز في المدينة حاليا المؤسسات الصناعية العديدة والجامعات والمعاهد التعليمية والعلمية وكذلك المتاحف ودور السينما والمكتبات العامة والمستشفيات والمؤسسات الطبية المختلفة وفيها عدد من الفنادق السياحية التي تستقبل السياح والزوار على مدار السنة.

## المعالم المعمارية والتاريخية للمدينة
توجد داخل مدينة بسكوف وضواحيها مجموعة كبيرة من المعالم التاريخية والمعمارية القديمة الفريدة التي بنيت على طراز متميز يسمى طراز بسكوف.هذا الطراز يعطي صورة حقيقية عن الثقافة الروسية في الفترة من القرن 11 ولغاية القرن 18. ومن أهم هذه المعالم:
الكرملين - يقع كرملين المدينة في المنطقة الواقعة عند التقاء نهري فيليكايا وبسكوف على الضفة اليمنى لنهر فيليكايا ويتكون من قسمين – القلعة الداخلية وفيها «الكرملين» وكنيسة الثالوث الاقدس الواقعة على الساحة التي كانت تجري عليها اجتماعات مجلس إدارة المدينة «ساحة فيتشا»، والقسم الخارجي – مدينة دوفمنتوف. (حكم الأمير دوفمنت المدينة في القرن 13)حيث يحيط بالمدينة سور حولها إلى قلعة حصينة. تتميز هذه القلعة عن غيرها من القلاع الروسية كون المدينة حتى القرن 18 كانت في حالة حرب لذلك تحتوي على عدد كبير من التحصينات التي يعود بعضها إلى القرن 15 .
دير ميروجسكي- يقع في منطقة مصب نهر ميروج في نهر فيليكايا بالجهة المقابلة لبرج بوكروفسكي. بني الدير في اواسط القرن 12 وهو من اقدم مباني بسكوف ويتميز بالزخرفة والرسوم الجدارية الجميلة. - دير سنيتوغورسكي – يقع في الجزء الشمالي من المدينة على الضفة العليا لنهر فيليكايا. بني هذا الدير في القرن 13 وفيه أيضا زخرفة ورسوم جدارية من عام 1313 .
دير سباس – يليزارسكي – دير نسائي يبعد عن بسكوف 30 كم. وشيد الدير عام 1425 ومازال يعمل وبجواره كنيسة مبنية في عام 1574 .
متحف بسكوف الحكومي للتاريخ وفن العمارة – كان هذا المتحف من أفضل متاحف روسيا قبل الحرب الوطنية العظمى، لقد سرقت معظم المعروضات ونقلت إلى ألمانيا أو اتلفتها الحرب. يتكون المتحف من 5 مباني داخل المدينة ومجموعة أخرى في الضواحي.